# Coupe d'Europe des nations de rugby à XIII 1948-1949
Navigation
Édition précédente Édition suivante
La Coupe d'Europe des nations de rugby à XIII 1949 est la neuvième édition de la Coupe d'Europe des nations de rugby à XIII, elle se déroule du 22 septembre 1948 au 10 avril 1949, et oppose l'Angleterre, la France et le Pays de Galles. Ces trois nations composent le premier niveau européen.
La France remporte son deuxième titre européen après l'édition 1939.

## Villes et stades
| Wigan (Angleterre)         | Swansea (Pays de Galles)                        | Bordeaux (France)          | Londres (Angleterre)           | Marseille (France)            |
| -------------------------- | ----------------------------------------------- | -------------------------- | ------------------------------ | ----------------------------- |
| Central Park 18 000 places | St Helens Rugby and Cricket Ground 4 500 places | Parc Lescure 25 000 places | Stade de Wembley 82 000 places | Stade Vélodrome 35 000 places |
| Central Park, Wigan        | St Helens Rugby Ground, Swansea                 | Parc Lescure, Bordeaux     | Stade de Wembley, Londres      | Stade Vélodrome, Marseille    |

## Les équipes

### Angleterre
| Nom               | Âge | Matchs (Ptsmarqués) pendant l'édition | Club         |
| ----------------- | --- | ------------------------------------- | ------------ |
| Ernest Ashcroft   | 23  | 1 (0)                                 | Wigan        |
| George Curran     | 30  | 4 (0)                                 | Salford      |
| Joe Egan          | 29  | 4 (0)                                 | Wigan        |
| Jim Featherstone  | 25  | 3 (0)                                 | Warrington   |
| Jackie Fleming    | 29  | 4 (0)                                 | Warrington   |
| Ken Gee           | 31  | 4 (0)                                 | Wigan        |
| Gerry Helme       | 25  | 4 (3)                                 | Warrington   |
| Bill Hudson       |     | 2 (0)                                 | Wigan        |
| William Ivison    | 28  | 2 (0)                                 | Workington   |
| John Lawrenson    | 27  | 3 (3)                                 | Wigan        |
| James Ledgard     | 26  | 2 (0)                                 | Leigh        |
| Stanley McCormick | 25  | 4 (9)                                 | Belle Vue    |
| Harry Murphy      | 28  | 1 (0)                                 | Wakefield    |
| Bob Nicholson     |     | 3 (0)                                 | Huddersfield |
| Harold Palin      | 32  | 2 (2)                                 | Warrington   |
| Russ Pepperell    | 30  | 3 (0)                                 | Huddersfield |
| Albert Pimblett   |     | 3 (6)                                 | Warrington   |
| Gordon Ratcliffe  |     | 1 (3)                                 | Wigan        |
| Martin Ryan       | 25  | 2 (0)                                 | Wigan        |
| Ernest Ward       | 28  | 3 (8)                                 | Bradford     |
| Les White         |     | 1 (0)                                 | Wigan        |

### France
L'entraîneur de l'équipe de France est Jean Duhau.
| Nom                | Âge | Matchs (Ptsmarqués) pendant l'édition | Club               |
| ------------------ | --- | ------------------------------------- | ------------------ |
| Jean Barreteau     | 26  | 1 (2)                                 | Roanne             |
| Paul Bartoletti    | 22  | 2 (0)                                 | Bordeaux           |
| André Béraud       | 25  | 2 (0)                                 | Marseille          |
| Gabriel Berthomieu | 24  | 4 (0)                                 | Albi               |
| Élie Brousse       | 27  | 3 (0)                                 | Marseille          |
| Robert Caillou     | 30  | 1 (0)                                 | Bayonne            |
| Gaston Calixte     | 25  | 3 (3)                                 | Villeneuve-sur-Lot |
| Vincent Cantoni    | 21  | 4 (6)                                 | Toulouse           |
| Gaston Comes       | 25  | 2 (0)                                 | XIII Catalan       |
| Joseph Crespo      | 23  | 3 (0)                                 | Roanne             |
| Paul Déjean        | 27  | 2 (0)                                 | XIII Catalan       |
| Jean Dop           | 24  | 1 (0)                                 | Marseille          |
| René Duffort       | 25  | 1 (0)                                 | Roanne             |
| Henri Durand       | 33  | 1 (0)                                 | Marseille          |
| Charles Galaup     | 19  | 2 (0)                                 | Albi               |
| Roger Guilhem      | 22  | 1 (0)                                 | Carcassonne        |
| André Hatchondo    | 25  | 1 (0)                                 | Marseille          |
| Odé Lepes          | 24  | 4 (9)                                 | Bordeaux           |
| Martin Martin      | 25  | 3 (0)                                 | Carcassonne        |
| Jep Maso           | 23  | 1 (0)                                 | Lyon               |
| Louis Mazon        | 27  | 1 (0)                                 | Carcassonne        |
| Raoul Pérez        | 25  | 2 (3)                                 | Marseille          |
| Édouard Ponsinet   | 24  | 1 (0)                                 | Carcassonne        |
| Puig-Aubert        | 23  | 3 (24)                                | Carcassonne        |
| Pierre Taillantou  | 28  | 1 (3)                                 | Roanne             |
| Frédéric Trescazes | 26  | 1 (0)                                 | Lyon               |
| Ambroise Ulma      | 26  | 3 (0)                                 | XIII Catalan       |

### Pays de Galles
| Nom             | Âge | Matchs (Ptsmarqués) pendant l'édition | Club      |
| --------------- | --- | ------------------------------------- | --------- |
| William Banks   | 23  | 2 (0)                                 |           |
| Denis Boocker   | 26  | 2 (0)                                 | Wakefield |
| Benjamin Bowen  |     |                                       |           |
| Len Constance   | 25  | 1 (0)                                 | St Helens |
| Arthur Daniels  | 19  | 2 (3)                                 | Halifax   |
| Dai M Davies    | 33  | 2 (0)                                 | Salford   |
| Alan Edwards    |     | 2 (0)                                 | Bradford  |
| Hagan Evans     |     | 1 (0)                                 | Hull FC   |
| Trevor Foster   | 33  | 1 (0)                                 | Bradford  |
| Elwyn Gwyther   | 26  | 1 (0)                                 | Belle Vue |
| Dyl Harris      |     |                                       |           |
| Norman Harris   |     |                                       |           |
| Eynon Hawkins   |     |                                       |           |
| Derek Howes     |     |                                       |           |
| Dai Jenkins     |     |                                       |           |
| Joe Jones       |     |                                       |           |
| Rob Jones       |     |                                       |           |
| Steve Llewellyn | 24  | 2 (0)                                 | St Helens |
| Joe Mahoney     |     |                                       |           |
| Mel Meek        |     |                                       |           |
| Ralph Morgan    |     |                                       |           |
| Frank Osmond    |     |                                       |           |
| Ike Owens       |     |                                       |           |
| George Parsons  | 22  | 2 (0)                                 | St Helens |
| Doug Philipps   |     |                                       |           |
| Ray Price       |     |                                       |           |
| Gareth Price    |     |                                       |           |
| Harry Royal     | 34  | 1 (0)                                 | Dewsbury  |
| Charlie Staines |     |                                       |           |
| Edward Ward     |     |                                       |           |
| Dickie Williams |     |                                       |           |

## Classement
| Classement |                |   |   |   |   |    |    |     |
|            | Équipe         | J | V | N | D | PP | PC | Pts |
| 1          | France         | 4 | 3 | 0 | 1 | 40 | 26 | 6   |
| 2          | Angleterre     | 4 | 2 | 0 | 2 | 38 | 36 | 4   |
| 3          | Pays de Galles | 4 | 1 | 0 | 3 | 28 | 44 | 2   |

| 22 septembre 1948 | Angleterre     | 11 - 5  | Pays de Galles | Central Park, Wigan             |
| 23 octobre 1948   | Pays de Galles | 9 - 12  | France         | St Helens Rugby Ground, Swansea |
| 28 novembre 1948  | France         | 5 - 12  | Angleterre     | Parc Lescure, Bordeaux          |
| 5 février 1949    | Pays de Galles | 14 - 10 | Angleterre     | St Helens Rugby Ground, Swansea |
| 12 mars 1949      | Angleterre     | 5 - 12  | France         | Stade de Wembley, Londres       |
| 10 avril 1949     | France         | 11 - 0  | Pays de Galles | Stade Vélodrome, Marseille      |

### Rencontres

#### Pays de Galles - Angleterre
| Rang | Nation         | Points | Diff |
| ---- | -------------- | ------ | ---- |
| 1    | Angleterre     | 2      | + 6  |
| 2    | France         | 0      | 0    |
| 3    | Pays de Galles | 0      | - 6  |

#### Pays de Galles - France
(mt : 0 - 7)
Points marqués :
- Pays de Galles : 1 essai d'Howes ; 3 buts de T. Ward.
- France : 2 essais de Taillantou et Pérez  ; 3 buts de Puig-Aubert.

Évolution du score : 0-2, 0-7 (mi-temps), 2-7, 2-12, 4-12, 9-12.
Arbitre :  Albert Dobson
Spectateurs : 12 032
Compositions des équipes
- Pays de Galles : Joe Jones - Steve Llewellyn, Gareth Price, Ted Ward (c), Alan Edwards - Ray Price (o), Harry Royal (m) - Dai M Davies, Frank Osmond, Dyl Harris, Jack Bowen, Derek Howes, Ike Owens - Entraîneur  :
- France : Puig-Aubert (c) - Frédéric Trescazes, Gaston Comes, André Hatchondo, Odé Lepes - Pierre Taillantou (o), Jean Dop (m) - André Béraud, Henri Durand, Louis Mazon, Gabriel Berthomieu, Élie Brousse, Raoul Pérez - Entraîneur  : Jean Duhau

Il s'agit de l'entrée en compétition de l'équipe de France alors que le pays de Galles a déjà disputé une rencontre contre l'Angleterre le 22 septembre 1948. Côté français, Louis Mazon âgé de 27 ans connaît sa première sélection depuis son arrivée à XIII du côté de Carcassonne après son intermède à Romans-sur-Isère en rugby à XV, Vincent Cantoni devait également connaître sa première sélection mais une anthrax au bras droit l'oblige à déclarer forfait, remplacé par Frédéric Trescazes. Le Marseillais Raoul Pérez est préféré en troisième ligne à Gaston Calixte, ce dernier souffrant par ailleurs d'ampoules à la suite de leur rencontre en étant adversaire direct le week-end précédent en Championnat de France. René Duffort lui a décliné la sélection pour blessure ce qui contraint l'entraîneur Jean Duhau de ne pas pouvoir compter sur la charnière roannaise avec Pierre Taillantou, il titularise ainsi le Marseillais Jean Dop. La France prépare la rencontre dans la station balnéaire de Caswell Bay (en) près de Swansea. Côté gallois, la paire de demis Raymond Price (en)-Harry Royal (en) est remplacé la précédente paire William Davies (en)-David Jenkins (en) montrant la qualité de ce groupe. Surtout le pays de Galles reste sur une défaite contre la France à domicile le 20 mars 1948 qu'il souhaite effacer.
Plus de 12 000 spectateurs sont présents alors que le match de football entre le pays de Galles et l'Écosse se déroule au même moment à 35 miles de Swansea dans le cadre du British Home Championship devant près de 60 000 spectateurs au Ninian Park de Cardiff. Les Français débutent le match de la meilleure des manières en imposant son jeu et mène 7-0. Puig-Aubert ouvrant le score sur une pénalité puis un joli mouvement français conclu par Pierre Taillantou avec une transformation de Puig-Aubert. Le match est âpre et de nombreuses « explications » ont lieu dont une menant à l'exclusion définitive de Dilwyn Harris (en) par l'arbitre anglais Albert Dobson. Cette exclusion amène finalement les Gallois à se rebeller et à devenir maître du ballon. La seconde période est à leur avantage est Royal est dans tous les bons coups, d'autant plus que la France ne parvenait pas à accentuer son avantage au score après un essai raté d'Élie Brousse qui se claque la cuisse alors qu'il était lancé vers la zone d'en-but. Le soulagement vient finalement de Pérez qui marque le second essai français pour porter le score à 12-2. Les Gallois décidèrent alors de jeter toutes leurs forces dans la bataille. Côté français, Brousse est claqué, Berthomieu blessé et les nombreux avants Béraud, Pérez et Mazon montrent de grands signes de faiblesse. Les dix dernières minutes voient les Gallois revenir au score avec tout d'abord une pénalité de Ted Ward puis un essai de Derek Howes transformé par T. Ward qui ramènent les Gallois à 12-9. Dans les derniers instants, les Gallois pensent alors égaliser à la suite d'une course de Ward le long de la ligne de touche en se jouant de Puig-Aubert sur un crochet intérieur pour aplatir mais est rattrapé par Odé Lepes à cinquante centimètres de la ligne avant que l'arbitre siffle la fin de ce match.
| Rang | Nation         | Points | Diff |
| ---- | -------------- | ------ | ---- |
| 1    | Angleterre     | 2      | + 6  |
| 2    | France         | 2      | + 3  |
| 3    | Pays de Galles | 0      | - 9  |

La France signe sa troisième victoire d'affilée contre le pays de Galles mais a rencontré de grandes difficultés à finir le match face à des Gallois portés par leur capitaine Ted Ward, considéré comme l'homme du match. Ces difficultés sont expliquées en partie par une reprise de Championnat de France tardive puisqu'on n'est qu'à la cinquième journée de celle-ci,.

#### France - Angleterre
(mt : 0 - 2)
Points marqués :
- France : 1 essai de Lepes ; 1 but de Barreteau.
- Angleterre : 2 essais de McCormick et Pimblett ; 3 buts de E. Ward.

Évolution du score :
Arbitre :  René Guidicelli
Spectateurs : 26 000
Compositions des équipes
- France : Jean Barreteau - Vincent Cantoni, Jep Maso, Gaston Comes, Odé Lepes - Joseph Crespo (o), René Duffort (m) - Raoul Pérez, Gabriel Berthomieu (c), Élie Brousse, Ambroise Ulma, Martin Martin, André Béraud - Entraîneur : Jean Duhau
- Angleterre : Martin Ryan - John Lawrenson, Albert Pimblett, Ernest Ward (c), Stanley McCormick - Jackie Fleming (o), Gerry Helme (m) - Ken Gee, Joe Egan, George Curran, Bob Nicholson, Jim Featherstone, Harold Palin - Remplaçants : Russ Pepperell, Bill Hudson - Entraîneur :

Forts de leurs succès respectifs contre le pays de Galles, la France accueille l'Angleterre ce 28 novembre 1948 au Parc Lescure de Bordeaux. Les deux nations parviennent à présenter leur meilleure équipe possible où il est noté toutefois côté français les absences de l'arrière Puig-Aubert remplacé par le Roannais Jean Barreteau et du demi Félix Bergèse le match remplacé par René Duffort faisant de la charnière 100% roannaise avec Joseph Crespo.
Devant une affluence de plus de 25 000 personnes à Bordeaux, La France et l'Angleterre posent leurs jeux dans une rencontre fermé, des pénalités sont tentés sans succès en début de match avant celui réussi par Ernest Ward de 40 mètres. La France cherche à recoller au score par une tentative de drop et de pénalités de Gaston Comes mais n'y parvient pas. Les Anglais maîtrisent le jeu et leur défense annihile toute action offensive française grâce à une ligne arrière performante à l'image de Martin Ryan arrêtant Odé Lepes à dix mètres de la ligne de but, les autres composants de cette défense comprenant Jackie Fleming, Ken Gee Stanley McCormick et Harold Palin sont tout aussi efficaces. Et l'attaque anglaise est tout aussi séduisante mais manque de réussite au moment de d'aplatir. L'Angleterre domine clairement la rencontre grâce à une animation de jeu de sa charnière Fleming-Gerry Helme. A la mi-temps, l'Angleterre mène logiquement 2-0.
Au retour des vestiaires, l'Angleterre conserve la mainmise sur le jeu et jouent souvent dans le camp français qui se passe de Raoul Pérez blessé et sorti du terrain durant cinq minutes. Sur une nouvelle offensive anglaise, Odé Lepes parvient à aplatir avant son homologue et de suite amorce une contre attaque avec Crespo qui au prix d'une course remontant le terrain marque le premier essai de ce match, il est non transformé. La France mène alors 3-2 contre toute attente. La rencontre bascule alors en faveur de la France qui multiplie les attaques contre des Anglais coupables de fautes dont une amenant une pénalité réussie de Barreteau permettant à la France de mener 5-2. Ce dernier toutefois joue les dernières minutes sur une jambe. La fin de match semble à l'avantage des Français en se dirigeant vers un succès mais à la 74e minute, l'ailier anglais McCormick récupère le ballon à 75 mètres du but français, sprinte le long de la touche et marquer au pied des poteaux, suivi d'une transformation réussie d'E. Ward. L'Angleterre mène désormais 7-5 et finit en trombe avec un nouvel essai de Pimblett pour porter le score final à 12-5.
| Rang | Nation         | Points | Diff |
| ---- | -------------- | ------ | ---- |
| 1    | Angleterre     | 4      | + 13 |
| 2    | France         | 2      | - 4  |
| 3    | Pays de Galles | 0      | - 9  |

L'Angleterre, à la suite de ce nouveau succès qui plus est à l'extérieur, est plus que jamais favorite à sa propre succession. La France de son côté sait qu'elle est passée près d'un succès, l'absence de Puig-Aubert lui fut préjudiciable à l'avis de nombreux spectateurs et l'imbroglio autour du capitanat est dénoncé, en effet il fut décidé que Gabriel Berthomieu soit le capitaine officiel à la suite d'une querelle entre les lignes arrières voulant Duffort et la ligne avant voulant Pérez.

#### Pays de Galles - Angleterre
| Rang | Nation         | Points | Diff |
| ---- | -------------- | ------ | ---- |
| 1    | Angleterre     | 4      | + 9  |
| 2    | France         | 2      | - 4  |
| 3    | Pays de Galles | 2      | - 5  |

#### Angleterre  - France
(mt : 3 - 7)
Points marqués :
- Angleterre : 1 essai de Ratcliffe (4e) ; 1 but d'E. Ward (53e).
- France : 2 essais de Lepes (6e) et Calixte (68e) ; 1 pénalité de Puig-Aubert (39e) ; 2 drops de Puig-Aubert (22e et 78e).

Évolution du score : 3-0, 3-3, 3-5, 3-7 (mi-temps), 5-7, 5-10, 5-12.
Arbitre :  Albert Dobson
Spectateurs : 12 382
Compositions des équipes
- Angleterre : James Ledgard - Gordon Ratcliffe, Ernie Ashcroft, Ernest Ward (c), Stanley McCormick - Jackie Fleming (o), Gerry Helme (m) - Ken Gee, Joe Egan, George Curran, Bob Nicholson, Jim Featherstone, Bill Hudson - Remplaçants : Russ Pepperell, William Ivison - Entraîneur :
- France : Puig-Aubert (c) - Odé Lepes, Paul Dejean, Robert Caillou, Vincent Cantoni - Charles Galaup (o), Joseph Crespo (m) - Gaston Calixte, Gabriel Berthomieu, Élie Brousse, Paul Bartoletti, Martin Martin, Ambroise Ulma - Entraîneur : Jean Duhau

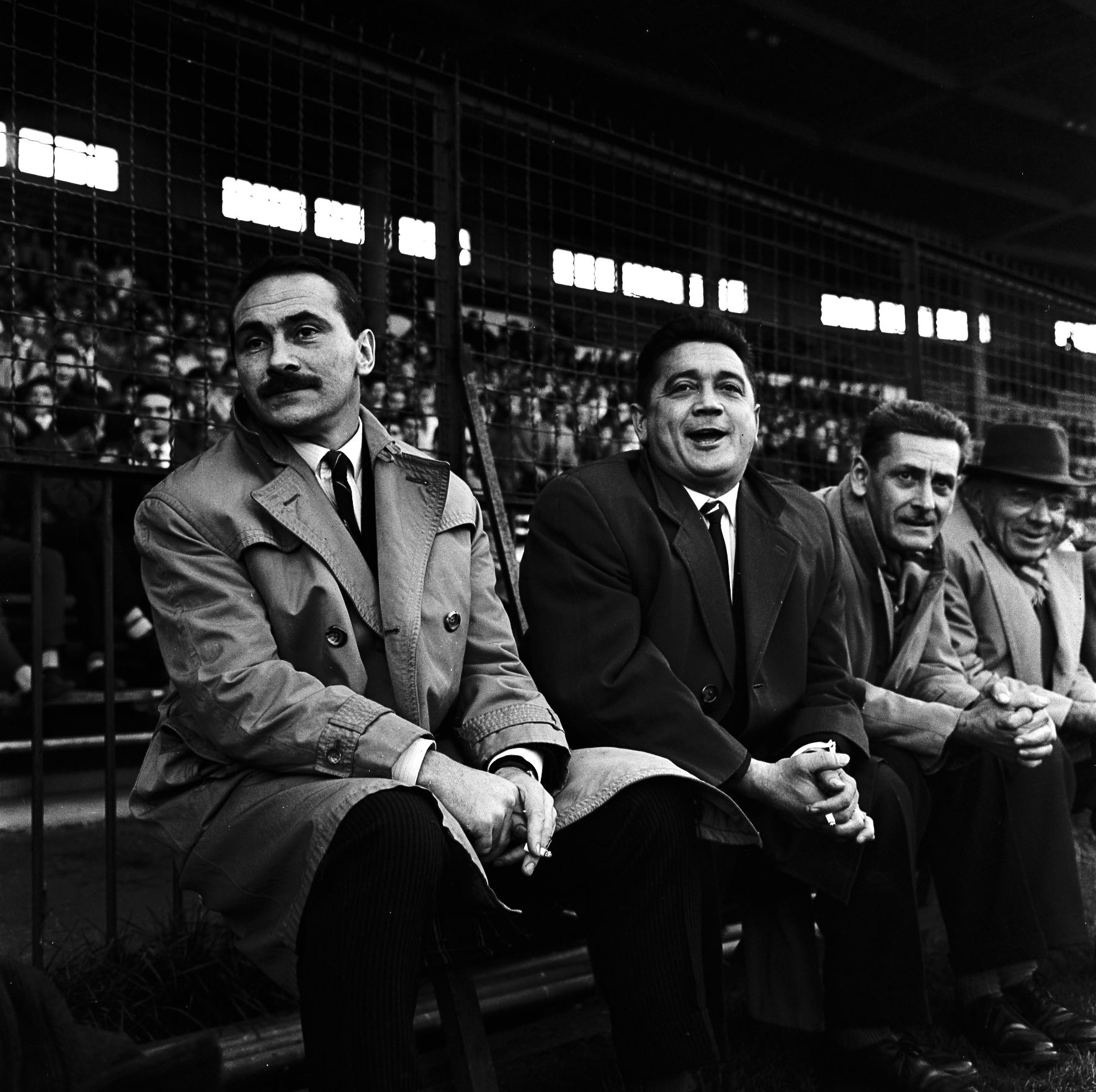
Vincent Cantoni et Puig-Aubert sont les héros de ce match.

L'Angleterre reste sur dix victoires en onze confrontations en Coupe d'Europe contre la France dont la dernière lors du match aller de la Coupe d'Europe où le XIII d'Angleterre avait battu la France à Bordeaux 12-5 le 28 novembre 1948. Elle est donc légitiment favorite de cette rencontre qui lui permettrait de soulever le trophée de cette édition en cas de victoire. Elle choisit pour cela le Stade de Wembley de Londres pour accueillir l'évènement, théâtre des derniers Jeux olympiques d'été. Toutefois, l'Angleterre a été surprise au pays de Galles au match précédent permettant à la France de croire encore à la victoire finale.
Dans une affluence de près de 15 000 personnes où se trouvait Arthur Tedder. La France prend rapidement l'option offensive dans ce match mais se fait contrer par Gordon Ratcliffe qui inscrit le premier essai du match après une longue course. La réaction française est immédiate avec un coup de pied réalisé par Robert Caillou qu'Odé Lepes aplatit permettant d'égaliser à 3-3 après seulement six minutes de jeu. Le jeu devient alors une affaire de défense, la France prend le pas sur les mêlées mais la défense anglaise quadrille parfaitement le terrain. La solution est finalement trouvée par Puig-Aubert à la 22e minute avec un drop tenté à 25 mètres. Un second essai français est marqué à la 30e minute par Vincent Cantoni mais est refusé par l'arbitre. La France reste devant au score avec une pénalité réussie de Puig-Aubert à la 39e minute permettant à celle-ci d'aller au vestiaire pour la mi-temps avec un score de 7-3.
Au retour des vestiaires, Cantoni s'absente quelques minutes du terrain pour blessure et les Anglais mettent la pression sur la défense française. À la suite d'une énième attaque à la 57e minute, la France se met à la faute et Ernest Ward marque une pénalité ramenant le score à 7-5. Après une tentative ratée de drop par Puig-Aubert à la 65e minute, les dix dernières minutes voit le ballon aller d'un camp à l'autre. La France profite alors d'un ballon perdu par Jackie Fleming, peu dans son élément dans ce match, pour inscrire son second essai par l'intermédiaire de Gaston Calixte. Puig-Aubert rate la transformation puis un drop et une pénalité dans une fin de match entièrement à l'avantage des Français, elle finit par inscrire son deuxième drop à la 78e minute mettant à l'abri la France d'un retour des Anglais pour un score final de 12-5.
| Rang | Nation         | Points | Diff |
| ---- | -------------- | ------ | ---- |
| 1    | France         | 4      | + 3  |
| 2    | Angleterre     | 4      | + 2  |
| 3    | Pays de Galles | 2      | - 5  |

Il s'agit d'un véritable exploit pour la France qui n'avait plus battu l'Angleterre depuis le 25 février 1939. Ce succès est dû entre autres à Puig-Aubert et Cantoni, très alertes. Il s'agit de la seconde défaite dans ce tournoi de l'Angleterre qui abandonne quasiment tout espoir de remporter la Coupe d'Europe après trois succès d'affilée (1946, 1947 et 1948) en dépendant du résultat de l'ultime match entre la France et le pays de Galles.

#### France - Pays de Galles
(mt : 3 - 0)
Points marqués :
- France : 3 essais de Cantoni (14e et 68e) et Lepes (73e) ; 1 transformation de Puig-Aubert (73e).
- Pays de Galles :

Évolution du score : 3-0 (mi-temps), 6-0, 11-0.
Arbitre : Eddie Martung
Spectateurs : 30 000
Compositions des équipes
- France : Puig-Aubert - Odé Lepes, Joseph Crespo, Paul Dejean, Vincent Cantoni - Charles Galaup (o), Roger Guilhem (m) - Gaston Calixte, Gabriel Berthomieu, Édouard Ponsinet, Paul Bartoletti, Martin Martin, Ambroise Ulma - Entraîneur : Jean Duhau
- Pays de Galles : Ralph Morgan - Arthur Daniels, Ted Ward (c), Norman Harris, Denis Boocker - Dickie Williams (o), Billy Banks (m) - Mel Meek, Frank Osmond, Eynon Hawkins, Trevor Foster, Rob Jones, Hagan Evans - Remplaçants : Doug Phillips - Entraîneur  :

Après son exploit le 12 mars 1949 en battant l'Angleterre au Stade de Wembley à Londres 12-5, la France s'avance en favori de cet ultime match de la Coupe d'Europe en recevant au Stade Vélodrome de Marseille le pays de Galles qui détermine le vainqueur de la Coupe d'Europe des nations. Toutefois, cette dernière a également battu l'Angleterre au St Helens Rugby Ground de Swansea le 5 février 1949. Lors de leur dernière opposition, la France s'était imposée au pays de Galles le 23 octobre 1948 12-9.
Le public français est au rendez-vous pour ce match puisqu'il est annoncé près de 30 000 spectateurs où se trouve le président de la Fédération internationale de rugby à XIII et président de la Fédération française Paul Barrière.
Le début de la rencontre permet de jauger les deux équipes qui restent attentistes. C'est après un quart d'heure d'observation que la France parvient à trouver une ouverture par Paul Bartoletti qui slalome entre deux Gallois pour passer le ballon à Paul Dejean qui trouve l'ailier Vincent Cantoni, celui-ci n'est pas rattrapé et aplatit en coin pour marquer les trois premiers points de ce match. Excentré, Puig-Aubert ne parvient pas à transformer. Les deux équipes se disputent alors âprement le ballon et mettent en valeur leurs défenses sous un bon arbitrage d'Eddie Martung qui évite tout incident jusqu'à la pause. Menant 3-0 au retour des vestiaires, la France domine alors la rencontre mais se heurte à un mur gallois qui repousse les offensives d'Odé Lepes, Gabriel Berthomieu et de Puig-Aubert, ce dernier prêtant main-forte aux offensives. De leurs côtés, les Gallois disposent de deux demis de qualité en les personnes de Dickie Williams et Billy Banks mais leurs centres sont mal inspirés. Les défenses amènent de nombreuses pénalités mais ni Puig-Aubert ni Ted Ward ne parviennent à marquer. C'est finalement à la 68e minute que choisit Gaston Calixte pour se jouer de la défense galloise et lancer Cantoni vers un doublé, celui-ci étant marqué de nouveau en coin que Puig-Aubert ne transforme pas (son onzième échec de la soirée à cet instant expliqué par sa débauche d'énergie pour son apport offensif). Puis à la 73e minute, un long ballon tapé par Joseph Crespo trouve les bras de Lepes qui démarqué inscrit le troisième essai français que Puig-Aubert transforme enfin. 11-0 est le score final.
| Rang | Nation         | Points | Diff |
| ---- | -------------- | ------ | ---- |
| 1    | France         | 6      | + 14 |
| 2    | Angleterre     | 4      | + 2  |
| 3    | Pays de Galles | 2      | - 16 |

La Coupe d'Europe est remise par la femme de Jean Galia, décédé en janvier 1949, au capitaine français suivie de la Marseillaise sous les applaudissements de la foule venue supporter l'équipe de France qui effectue un tour d'honneur. La France remporte son deuxième titre de Coupe d'Europe, dix ans après la première en 1939.